# Metchosin
Metchosin es un municipio distrital canadiense situado en la provincia de Columbia Británica.

## Superficie
Metchosin tiene una superficie de 69,57 km².

## Demografía
En 2021, tenía 5067 habitantes, una densidad poblacional de 72,8 hab./km², y 1938 viviendas.